# 페드스피크
페드스피크(Fedspeak)란 미국의 연방준비제도이사회(혹은 연방준비은행, FRB)의 중요 인사들이 사용하는 화법을 이르는 신조어로, 연방준비은행을 뜻하는 'Fed'와 '말하다'라는 뜻의 'speak'를 조합해서 만들어진 단어이다.
페드스피크 사용자는 대체로 짧게 표현할 수 있는 문장을 길게 늘여서 독자(혹은 청자)의 집중력을 저하시키는 전략을 선택하며, 중의적인 단어 및 표현과 지나치게 함축적이거나 전문적인 어휘들을 사용하여 이해를 방해하기도 한다.
페드스피크의 시작은 1913년의 연방준비법(Federal Reserve Act)이며, 대표적인 페드스피크 사용자로는 앨런 그린스펀이 있다.
페드스피크의 주목적은 일부러 글(혹은 연설문)을 모호하게 만들어서 대부분의 사람들이 연방준비제도의 통화 정책을 사전에 알아차리지 못하게 하는 것이다. 페드스피크는 통화 정책이 시장에 즉각적인 해를 끼치지 않게 방지하는 역할을 어느 정도 수행했지만, 투명하지 못한 발언 때문에 연방준비제도의 투명성이 극도로 저해되었다는 주장이 일부 학자들을 통해서 제기되고 있으며, 앨런 그린스펀 역시 은퇴 후 낸 자서전에서 이것을 시인한 바 있다.
한국에서 페드스피크와 유사한 화법을 사용한 사람으로는 이성태 전 한은총재가 대표적이다.